# Гёроглы (туркменский эпос)
«Гёроглы» (туркм. Görogly) — туркменский героический эпос, основанный на традиции устных рассказов о подвигах героя Гёроглы с его 40 всадниками.

## Исполнение
В Туркменистане эту традицию хранят сказители эпического жанра бахши, исполнение включает не только повествование, но также музыку, пение, в том числе вокальные импровизации. Передача традиции происходит путем неформального обучения мастерами, а также публичных выступлений. Первое издание эпоса  на туркменском языке подготовлено известным туркменским писателем и фольклористом  Ата Говшудовым.
Большую роль в популяризации эпоса сыграли туркменские бахши, передавая сказания о легендарном герое из поколения в поколение и благодаря которым это произведение дошло до наших дней. Разнообразные певческие приемы, которыми туркменские бахши украшают сказания о  Гёроглы, ярко характеризуют национальные школы певческого мастерства.   

## Сюжет
Первую «главу» эпоса составляет сюжет чудесного рождения и богатырского воспитания   Гёроглы (он растет у деда Джигалыбека и тети Гюлендам), выращивания крылатого коня Гырата, построения крепости Чандыбиль и собирания дружины. Далее следуют истории о женитьбе Гёроглы  на сказочной девушке — пери Агаюнус (герой влюбляется в девушку во сне, отправляется на ее поиски, преодолевает препятствия, увозит ее в Чандыбиль), о мщении Арабу-Рейхану за похищение Гюлендам, об усыновлении Овеза, о спасении его из плена и о его женитьбе. Героический характер имеют «главы» о борьбе Гёроглы с Арабом-Рейханом, о проникновении героя в стан врага, о нападении войск султана на страну Гёроглы  и увозе Овеза, об усыновлении Гёроглы  Хасана, сына кузнеца. Завершает цикл история о смерти Гёроглы, удалившегося в старости в пещеру. 
В эпических эпизодах Гёроглы изображен справедливым и надежным воином, по-доброму лукавым, веселым. В песенных фрагментах он обращается к слушателю другой стороной, оказываясь также поэтом и музыкантом, тонко чувствующим мир. Сказание о Гёроглы не только повествует о героических подвигах отважных богатырей, сражавшихся за честь и свободу Родины, оно являет собой своеобразный нравственный кодекс. Песни-наставления, песни-призывы, монологи и диалоги эпических сказаний воспитывали многие поколения туркмен в духе горячей любви к родной земле. 

## Значимость
Эпос Гёроглы является подробным, этнографически наполненным источником по материально — духовной культуре туркмен. В нем нашли отражение сведения по истории, государственному строю, международным отношениям, а также хозяйству, занятиям и ремеслам, жилищу, одежде, пище, семейным отношениям, традициям и обрядам туркмен. 
Будучи ярким выражением высоких нравственных и эстетических взглядов туркменского народа, свидетельством необычайной интенсивности его эпического творчества, эпос Гёроглы является одним из значимых памятников мирового духовно-интеллектуального процесса. Значение эпоса, оказавшего огромное влияние на развитие художественной мысли народов Востока, выходит за пределы как исторических рамок, так и национальных границ.

## Распространение
В связи с тем, что в средние века большие группы туркменских (огузских) племен мигрировали в пределах Центральной Азии, а также далее на Южный Кавказ и в Малую Азию, и приняли активное участие в формировании целого ряда народов, туркменский эпос Гёроглы широко распространился по этим регионам, поэтому существуют также и казахская, узбекская, таджикская, азербайджанская, турецкая, крымско-татарская, грузинская и курдская версии данного эпоса.

## В других видах искусства
Более 40 картин об эпосе написал народный художник Узбекистана Мубарак Сайдакулович Юлдашев.

## Международное признание
В декабре 2015 года туркменский эпос Гёроглы был включен в Репрезентативный список нематериального культурного наследия человечества ЮНЕСКО. 